# صموئيل جونسون (مؤرخ أمريكي)
صموئيل جونسون (بالإنجليزية: Samuel Johnson)‏ هو مؤرخ أمريكي، ولد في 10 أكتوبر 1822، وتوفي في 19 فبراير 1882.